# Paralelo 49 S
O Paralelo 49 S é um paralelo no 49° grau a sul do plano equatorial terrestre.
Começando pelo Meridiano de Greenwich e tomando a direção leste, o paralelo 49° Sul passa por:
| País, território ou mar                | Notas                                      |
| -------------------------------------- | ------------------------------------------ |
| Oceano Atlântico                       |                                            |
| Oceano Índico                          |                                            |
| Terras Austrais e Antárticas Francesas | Ilhas Kerguelen                            |
| Oceano Índico                          |                                            |
| Oceano Pacífico                        |                                            |
| Chile                                  | Arquipélago Patagónico e parte continental |
| Argentina                              |                                            |
| Oceano Atlântico                       |                                            |